# مقبرة الجلاز

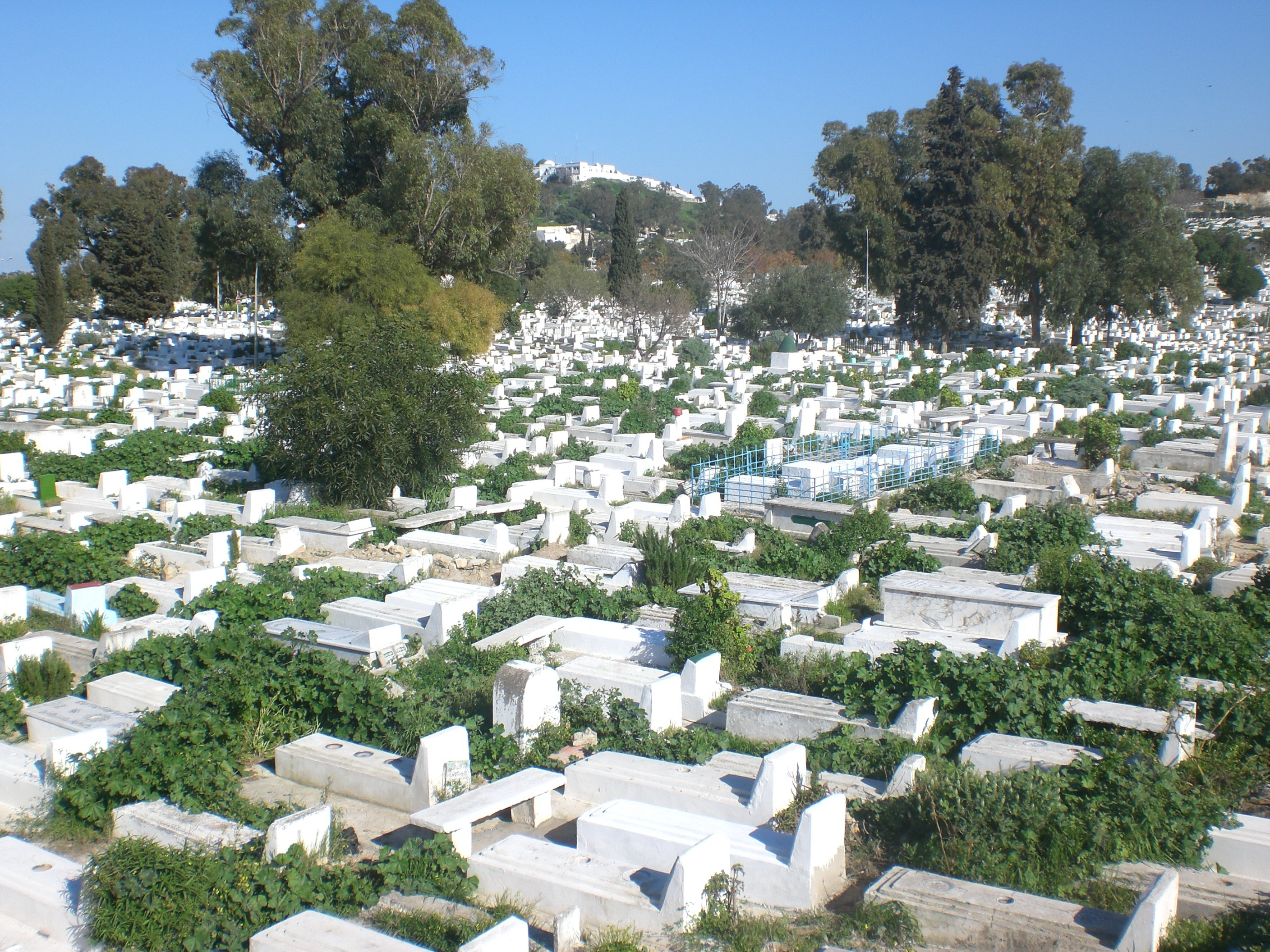
مقبرة الجلاز ويرى من بعيد مقام سيدي بلحسن الشاذلي

مقبرة الجلاز، هي المقبرة الرئيسية في مدينة تونس، تقع عند المدخل الجنوبي للمدينة، ويمكن الوصول إليها عبر باب عليوة. تعود هذه المقبرة إلى فترة الدولة الحفصية، وتُنسب إلى الشيخ أبي عبد الله محمد بن عمر بن تاج الدين الزلاج، الذي ينحدر من قرية فوشانة القريبة من تونس وتوفي عام 602هـ/1205م.
تمتعت المقبرة منذ تأسيسها بمكانة دينية كبيرة، حيث خصصت لعائلات مدينة تونس وبعض العلماء والصالحين والمقربين من الحاكم، بما في ذلك أصحاب الولي أبي الحسن الشاذلي، الذي بُني له مقام في جبل التوبة المطل على المقبرة.
دُفن في مقبرة الجلاز العديد من الشخصيات البارزة في تونس في العهد المعاصر، مثل علي باش حانبة، عبد العزيز الثعالبي، المنصف باي، أحمد التليلي، المنجي سليم، الحبيب ثامر، علي بن عياد، محمود الماطري، الباهي الأدغم، وإبراهيم المحواشي.
كما شهدت المقبرة صدامات ومواجهات مع المستعمر الفرنسي خلال أحداث الجلاز في نوفمبر 1911.

## شخصيات
تعرف المقبرة باحتوائها أهم قبور الشخصيات التونسية القديمة والجديدة
| - عبد الله الهاروشي - حسن حسني عبد الوهاب - مصطفى العدواني - هادي عنابي - علي باش حانبة - حسيب بن عمار - علي بن عياد - سالم بوحاجب - محمد الشرفي - مختار شويخة - كمال الدين جعيط | - محمد الطيب النيفر - محمد غنيمة - راضية الحداد - ابن عرفة - حسن الخلصي - محمد العربي زروق خزندار - الهادي خفشة - خير الدين التونسي - محمود خوجة - مختار اليحياوي - محمد الطالبي | - محمد خوجة - الباهي الأدغم - عبد الكريم مهبولي - إبراهيم المحواشي - شكري بلعيد - محمود الماطري - الطيب المهيري - محمد المنصف باي - الحبيب عصمان - الأسعد الورتاني | - شبيلة راشد - محمد سعادة - الطيب السحباني - المنجي سليم - الحبيب ثامر - أحمد التليلي - زبير التركي - محمد براهمي - محمد الباجي قائد السبسي - محمد الطاهر بن عاشور - محمد الفاضل بن عاشور - الصغير أولاد أحمد - لينا بن مهني |

## مقالة ذات صلة
أحداث الجلاز

## صور

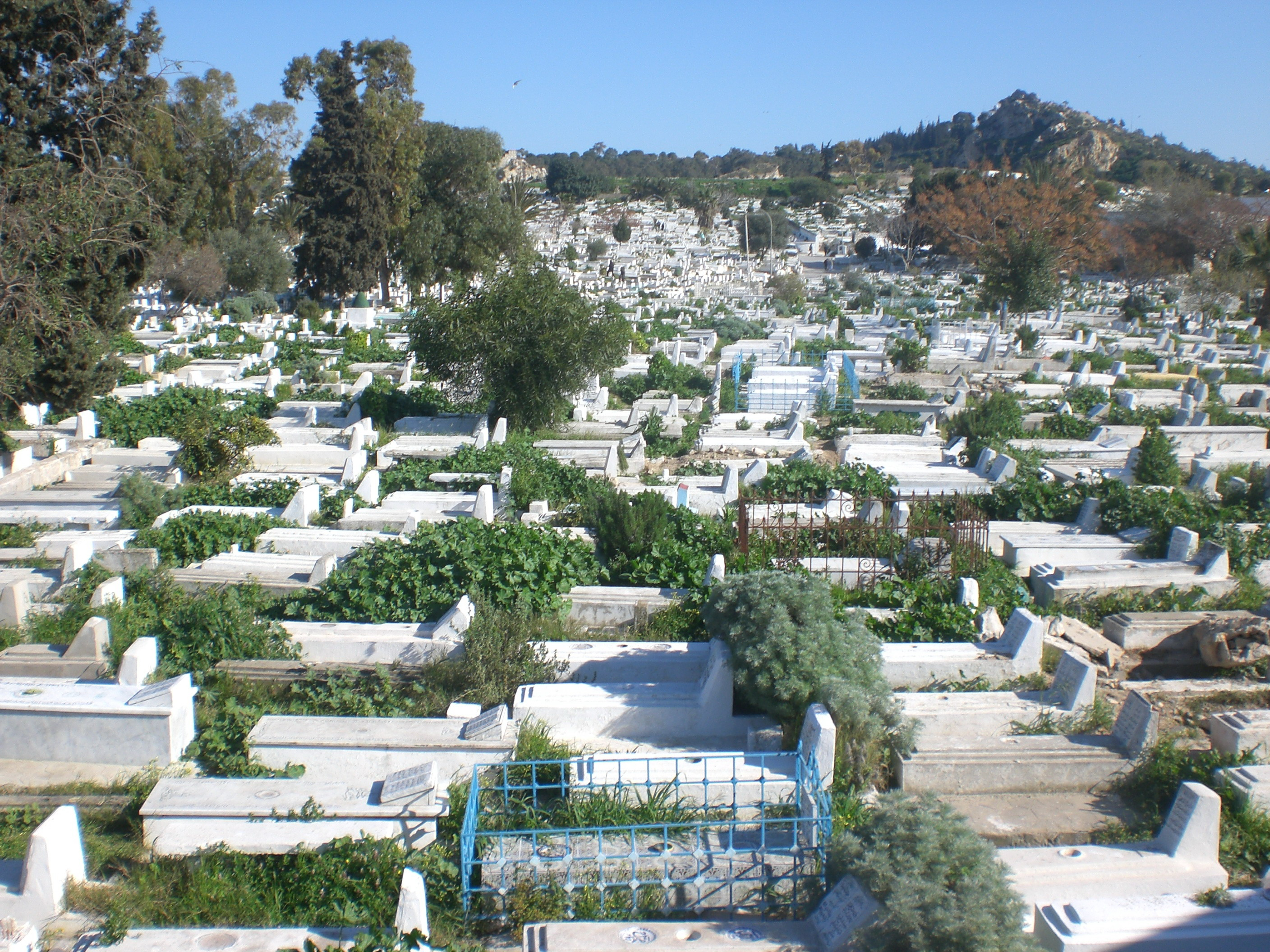
مقبرة الجلاز: محور شمال-جنوب
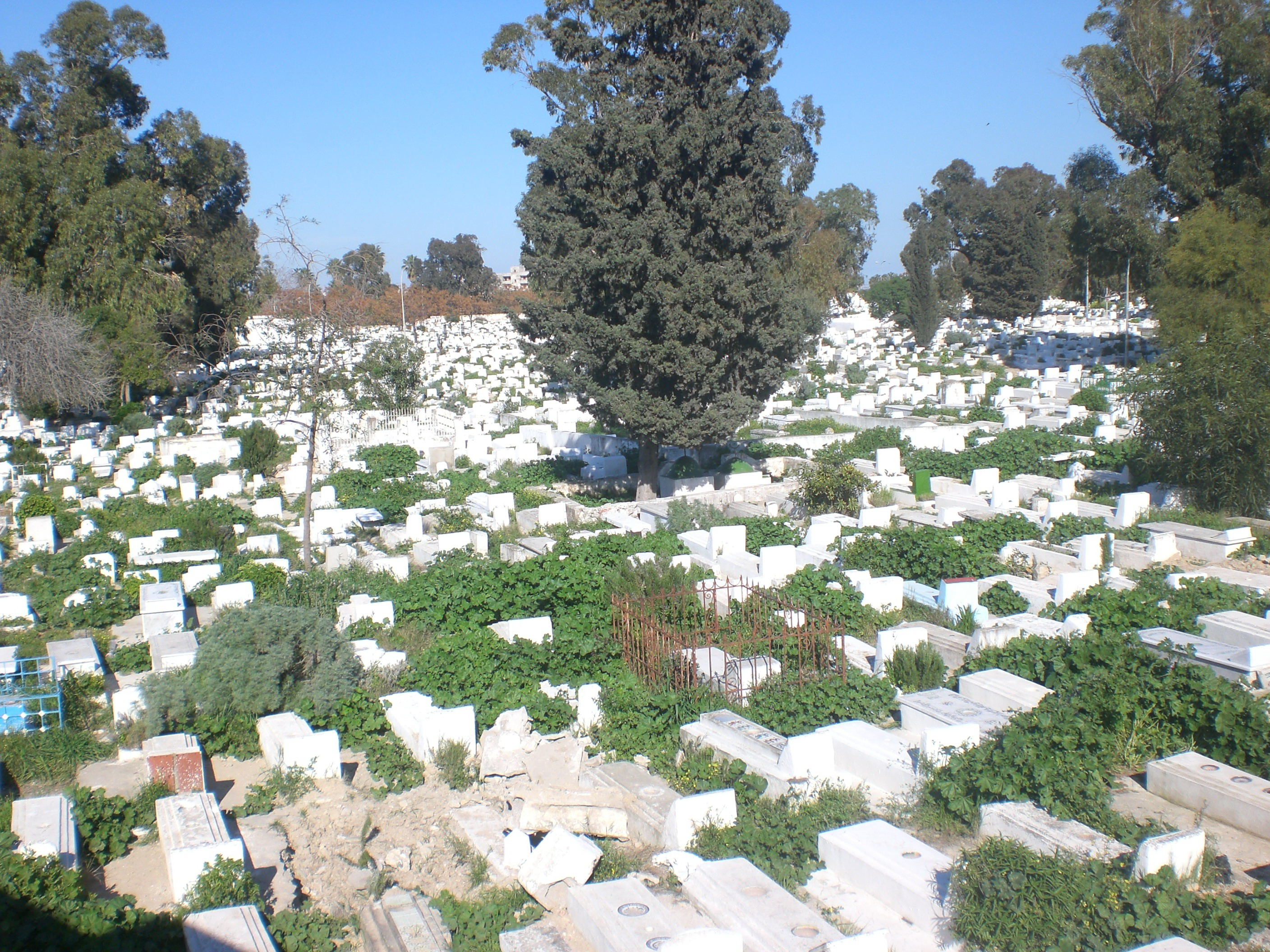
مقبرة الجلاز في جزئها الشرقي